# Saint-Jean-la-Vêtre
 Saint-Jean-la-Vêtre  es una población y comuna francesa, situada en la región de Ródano-Alpes, departamento de Loira, en el distrito de Montbrison y cantón de Noirétable.

## Demografía
| 543 | 477 | 405 | 381 | 338 | 387 |
| Para los censos de 1962 a 1999 la población legal corresponde a la población sin duplicidades (Fuente: INSEE [Consultar]) |     |     |     |     |     |